# 岩井重人
岩井 重人（いわい しげと、1930年（昭和5年）4月25日 - 2018年（平成30年）1月6日）は、日本の実業家。住友不動産販売代表取締役社長、不動産流通経営協会理事長を歴任した。不動産協会不動産協会功労者表彰。

## 人物・経歴
長野県佐久市出身。1949年長野県野沢北高等学校卒業、住友銀行（現三井住友銀行）入行。川崎支店長を経て、1982年代表取締役専務に昇格。1983年住友不動産取締役。1988年住友不動産代表取締役専務。1993年から14年間住友不動産販売代表取締役社長を務め、2000年には東京証券取引所市場第一部に上場を果たした。2003年不動産流通経営協会理事長、東日本不動産流通機構理事長、不動産協会理事。2007年住友不動産販売代表取締役会長。2010年不動産業振興功労で旭日中綬章受章。2011年住友不動産販売取締役会長。2013年不動産協会不動産協会功労者表彰。2018年肺炎のため死去。叙正五位。